# Couville
Couville är en kommun i departementet Manche i regionen Normandie i norra Frankrike. Kommunen ligger i kantonen Cherbourg-Octeville-Sud-Ouest som tillhör arrondissementet Cherbourg. År 2022 hade Couville 1 228 invånare.

## Befolkningsutveckling
Antalet invånare i kommunen Couville
| Referens: INSEE |